# Haid (Freiburg im Breisgau)

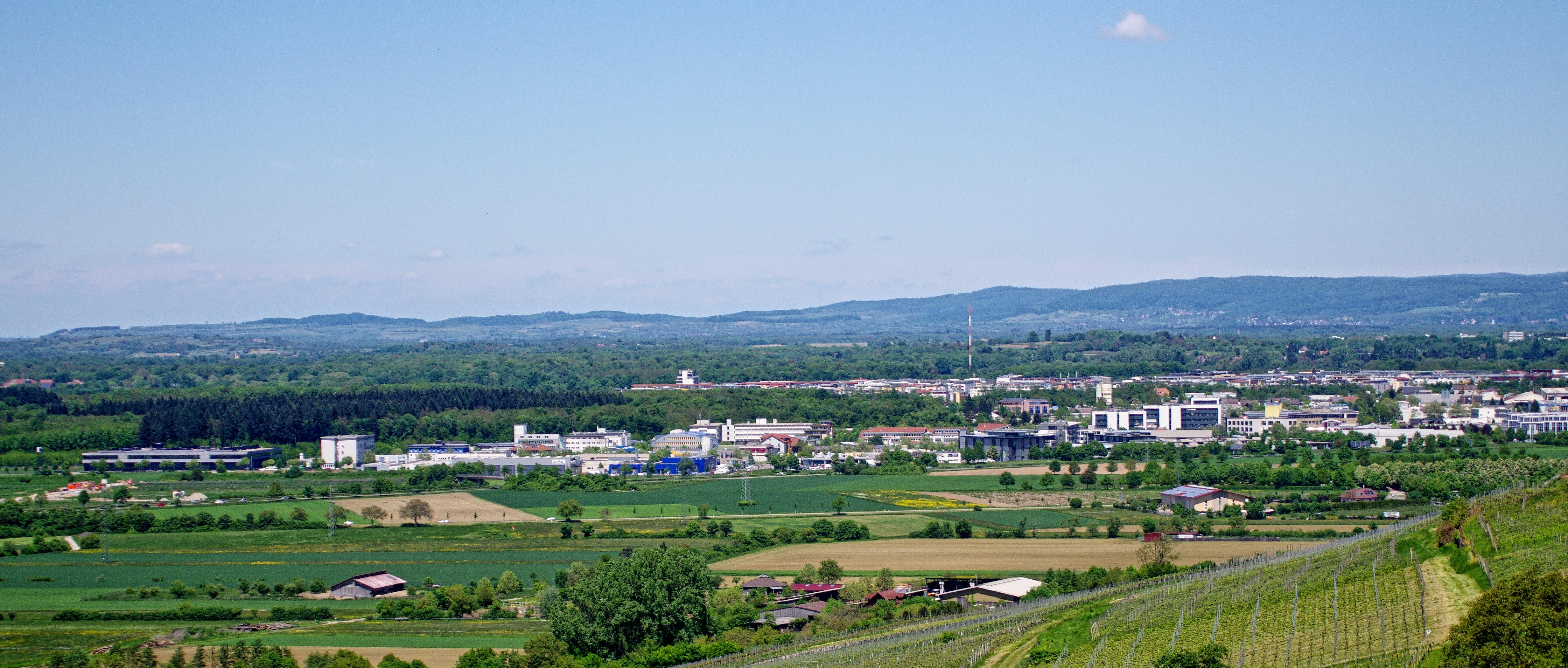
Blick vom Schönberg auf das Gewerbegebiet Haid

Die Haid liegt im Südwesten der Stadt Freiburg im Breisgau und gliedert sich in den Stadtbezirk 614 Haslach-Haid als Teil von Haslach zwischen Güterbahn, Opfinger Straße, Besançonallee und Guildfordallee und das Gewerbegebiet Haid als Teil des Sankt Georgener Stadtbezirks 621 St. Georgen-Nord zwischen Opfinger Straße, Besançonallee, Matsuyamaallee und dem Mooswald. Haslach-Haid besteht im Norden aus Wohnbebauung rund um ein Umspannwerk und im Süden dem Gewerbegebiet Haid-Ost. Seit 2016 werden Pläne für die Entwicklung von Haslach-Haid gemacht. Auf einer Brache neben dem Umspannwerk entsteht als neue Quartiersmitte ein Wohn- und Geschäftshaus. Der Wunsch der Bürger, die Hochspannungsleitungen zu verlegen, hat die Stadt als zu teuer abgelehnt. Der Bürgerverein argumentiert jedoch, die Bahn beabsichtige sowieso die Ertüchtigung der gesamten Leitung samt dem Austausch aller Masten. Auch sei nicht berücksichtigt worden, dass es Erlöse durch freiwerdende Grundstücke gebe. Im Sommer 2021 wurde die neue Quartiersmitte fertig gestellt.
Im Bewusstsein der Bevölkerung wird das Gewerbegebiet gemeint, wenn von der Haid die Rede ist. Es wurde im Jahre 1970 gegründet. Ursprünglich 115 ha groß, ist es bis heute auf 200 ha angewachsen und somit das zweitgrößte Gewerbegebiet Freiburgs. Zuvor wurden die Flächen hauptsächlich landwirtschaftlich genutzt. Es wurde um weitere 15 ha nordwestlich der Bundesstraße 3 als Gewerbegebiet Haid Süd erweitert. Im gesamten Gebiet sind hauptsächlich mittelständische Unternehmen und Handwerksbetriebe angesiedelt. Es sind rund 450 Unternehmen und Betriebe hier tätig, z. B. Haufe-Lexware, Stryker, Hüttinger Elektronik.
Die Haid ist verkehrstechnisch günstig gelegen, mit der Tiengener Straße und Matsuyamaallee (Bundesstraße 31 und Bundesstraße 3) über die Zufahrt Freiburg Süd an die Bundesautobahn 5 und über die Besançonallee an den Autobahnzubringer Freiburg Mitte (Bundesstraße 31a) angeschlossen. Die Freiburger Verkehrs AG (VAG) hat in der Haid ihren Betriebshof und die Verwaltung und bindet mit der Straßenbahnlinie 3 das Viertel an die Stadt an. Deren Endhaltestelle Munzinger Straße bedienen auch zahlreiche Buslinien der VAG und Südbadenbus. Für den Radverkehr führt der FR 6 von der Haid entlang der Basler Straße zur Innenstadt. Weiter nördlich verbindet der FR 5 die westlichen Stadtteile über Rieselfeld mit der Haid. Die Situation innerhalb der Haid gilt mangels Radfahrstreifen und starkem motorisiertem Verkehr als ungünstig.